# Tunnel de Bernistap
Le tunnel de Bernistap, situé à l’est du village belge de Bernistap, dans la commune d’Houffalize (province de Luxembourg), fait partie des vestiges d'un projet fluvial de canaux et de souterrains entrepris au début du XIXe siècle, à l'époque où la région fait partie du Grand-duché de Luxembourg.
L'objectif était de relier les bassins de la Meuse et de la Moselle, par le creusement d’un canal entre leurs affluents : l’Ourthe et la Woltz afin de permettre l'acheminement de marchandises vers le Royaume uni des Pays-Bas, dont le roi, Guillaume Ier, qui était également le grand-duc de Luxembourg, avait lancé le projet.
Entamés en 1828 par la Société du Luxembourg, les travaux n'ont jamais aboutis, stoppés par la Révolution belge et l'indépendance de la Belgique en 1830, puis par la scission du Grand-duché de Luxembourg en 1839.
Seuls 1 130 m sur les 2 500 prévus ont été creusés.
Le site de Bernistap est classé comme monument historique en 1988. 

## Histoire

### Contexte
La paix étant rétablie en Europe par le congrès de Vienne de 1814-1815 et les nouvelles frontières ayant été stabilisées avec la création, d'une part, du Royaume uni des Pays-Bas et d'autre part du Grand-duché de Luxembourg, partageant le même souverain, Guillaume Ier, via une union personnelle, celui-ci entreprend de grands travaux de modernisation de ses deux territoires, comme le percement du canal Gand-Terneuzen, construit de 1823 à 1827. Pour faciliter le transport de minéraux et autres ressources naturelles vers le nord du royaume, il donne son accord pour la mise en chantier de la construction d’un canal qui relierait les bassins de la Meuse et de la Moselle par l’Ourthe et la Woltz. 

### Construction
Les travaux commencent en 1828 des deux côtés de la colline séparant les vallées de l’Ourthe et de la Woltz. Ils sont interrompus en 1830 avec la Révolution belge et la déclaration de l'indépendance de la Belgique. Celle-ci en profite pour annexer le Grand-duché de Luxembourg et l'administre jusqu'à ce que soit trouvée une solution à la question du Luxembourg. 

### Abandon
Le 15 décembre 1837, une proposition de reprise des travaux fut suggérée à la Chambre des représentants par le député François d'Hoffschmidt après le procès intenté à la Société du Luxembourg. Finalement, la scission du Grand-duché de Luxembourg, mise en place par la signature du traité des XXIV articles le 19 avril 1839, sonne le glas du projet, qui est depuis lors, abandonné.

## Vestiges
Il en reste le tracé d’un canal et d’un souterrain, plus communément appelé le « tunnel de Bernistap », hameau situé à l'est du village de Tavigny. Bien que contemporain, le terme « tunnel » n'est pas utilisé à l'époque mais bien celui de souterrain. Le terme tunnel n'entrera en usage courant qu'avec l'arrivée du chemin de fer lors de la mise en service de la ligne 163 reliant Libramont à Saint-Vith via Bastogne. Ce qui reste du conduit voûté en plein cintre du souterrain a 431 mètres de long et 3,5 mètres de large.  
Classé comme monument historique en 1988, le site appartient maintenant à la Région Wallonne. Un sentier touristique permet de suivre une partie du chemin de halage. Le souterrain n'est pas accessible. En tant que faisant partie du bassin de l’Ourthe supérieure, il a été choisi par la Région wallonne pour figurer sur la liste européennes « Natura 2000 ».